# Campeonato de Francia de Rugby 15 1905-06
El Campeonato de Francia de Rugby 15 1905-06 fue la 15.ª edición del Campeonato francés de rugby, la principal competencia del rugby galo.
El campeón del torneo fue el equipo de Stade Bordelais quienes obtuvieron su cuarto campeonato.

## Participantes
- FC Lyon
- Stade Bordelais
- Stade Français

## Desarrollo

### Semifinal
| 1 de abril de 1906 | FC Lyon | 0 - 9 | Stade Français |  |  |

### Final
| 8 de abril de 1906 | Stade Bordelais | 9 - 0   | Stade Français | Parc des Princes, París |  |
|                    |                 | Reporte |                |                         |  |

| Bandera de Francia      |
| Campeón Stade Bordelais |
| Cuarto título           |